# لاین واکر ۲
لاین واکر ۲: جاسوس نامرئی (انگلیسی: Line Walker 2: Invisible Spy) یک فیلم اکشن و دلهره‌آور محصول سال ۲۰۱۹ به کارگردانی جاز بون است. این فیلم از مجموعه تلویزیونی تلویزیونی ۲۰۱۴ به همین نام اقتباس شده‌است و به عنوان دنباله‌ای برای فیلم لاین واکر در سال ۲۰۱۶ عمل می‌کند. بازیگران اصلی این فیلم نیک چیانگ، لوئیس کو و فرانسیس نگ می‌باشند. همه شخصیت‌های اصلی فیلم با سریال اصلی و فیلم اول متفاوت هستند. این فیلم در هنگ کنگ و چین در ۷ اوت ۲۰۱۹ و ایالات متحده در ۱۶ اوت ۲۰۱۹ منتشر شد.

## داستان
پس از کشف شواهد مبنی بر وجود فساد در نیروی پلیس، سه افسر پلیس در هنگ کنگ سعی می‌کنند کشف کنند که کدام یک از آنها قابل اعتماد هست…

## پاسخ انتقادی
این فیلم در سایت راتن تومیتوز بر اساس شش نقد، امتیاز ۸۳% دارد.